# Форд, Генри II
Генри Форд II (англ. Henry Ford II; 4 сентября 1917, Детройт — 29 сентября 1987, там же) — бизнесмен, руководитель Ford Motor Company. В компании на должности президента с 1945 по 1960 год, на должности CEO с 1960 по 1979 год. Внук Генри Форда.
Взял управление Ford Motor Company в свои руки после войны. Он реорганизовал работу, сменил команду менеджеров и вывел компанию из долгов. В числе менеджеров были Роберт Макнамара, будущий министр обороны США в правительстве Кеннеди, и Ли Якокка.
После неудачной попытки купить компанию Феррари Генри распорядился создать свой гоночный автомобиль, который сможет победить итальянцев в престижных гонках. Так появился Ford GT-40. В разработке этой машины принимал участие гонщик Кэрролл Шелби. И в 1966 году экипажи на гоночных автомобилях GT-40 выиграли суточный автомарафон в Ле-Мане, завоевав три первых места в этой гонке, в то время как на машинах прежних фаворитов, производившихся Феррари, были заняты места ниже восьмого. После этого пилоты на GT-40 выиграли 24 часа Ле-Мана в три последующих года. Эта история была впоследствии показана в фильме «Ford против Ferrari», роль Генри Форда II сыграл Трейси Леттс.
В 1970 году назначил на пост президента компании Ford Ли Якокку. В 1978 году Генри его уволил. По версии Якокки, из-за того, что тот становился популярнее самого Генри. По альтернативной версии — из-за провала попыток Якокки обеспечить достаточную безопасность автомобилей Ford Pinto и Mercury (около 2 млн автомобилей было отозвано из-за проблем с конструкцией: при заднем столкновении существовала вероятность детонации бензобака).
Для личного пользования купил ЗИЛ-118К «Юность». Также хотел купить лицензию на производство данного автомобиля, но получил отказ.